# Baixa do Fonseca (Santa Cruz das Flores)
A Baixa do Fonseca (Santa Cruz das Flores) é um afloramento rochoso marítimo localizado no oceano Atlântico junto à costa da ilha das Flores, no concelho de Santa Cruz das Flores. Encontra-se nas coordenadas geográficas de Latitude 39º29.679'N (39.495ºN) e Longitude 31º08.820'W (31.147ºW), a 2 milhas marítimas do Porto das Poças, Santa Cruz das Flores.

## Descrição
Apresenta-se com uma formação geológica em que o fundo é dominantemente constituído por materiais vulcânicos originados num cone vulcânico submarino já parcialmente desmantelado pelos processos erosivos da acção normal do mar. As escoadas de lava que deram forma a esta estrutura apresentam relevo bastante acentuado onde surgem muitas grutas por entre planos de fractura que deram origem a paredes verticais ou subverticais.
Nos locais de batimetria mais acentuada surgem deposições de grandes quantidades de calhaus rolados, blocos de grandes dimensões e manchas arenosas, estas ultimas nas zonas mais profundas e em locais protegidos das correntes marítimas. Surgem ainda frequentes planos negativos em relação ao restante fundo do mar circundante e algumas estruturas semelhantes a covas de gigante.
A profundidade deste local ronde os 31 metros.
Esta formação geológica é utilizada para a realização de mergulho de escafandro predominantemente diurno

## Faunaefloracaracterística
A fauna e a flora dominante desta formação geológica são a Trachurus picturatus, a Asparagopsis armata e a Zonaria flava, sendo no entanto possível observar-se uma grande variedade de fauna e flora marinha em que convivem mais de 113 espécies diferente, sendo o
índice de Margalef de 12.6.
A protecção da biosfera desta zona é defendida por vários estudiosos entre os quais: (Gubbay, 1995 e Santos et al, 1995).
Foi proposto nos trabalhos de Martins & Santos (1991) e Santos (1992), medidas de protecção da biodiversidade a este ilhéu.

## Faunaefloraobservável
- Ratão (Myliobatis aquila),
- Água-viva (Pelagia noctiluca),
- Alga vermelha (Asparagopsis armata),
- Anêmona-do-mar (Alicia mirabilis),
- Alface do mar (Ulva rígida)
- Ascídia-flor (Distaplia corolla),
- Asparagopsis armata
- Aglophenia tubulifera,
- Barracuda (Sphyraena),
- Boga (Boops boops),
- Bodião (labrídeos),
- Caravela-portuguesa (Physalia physalis),
- Chicharro (Trachurus picturatus).
- Coris julis
- Estrela-do-mar (Ophidiaster ophidianus),
- Lírio (Campogramma glaycos),
- Mero (Epinephelus itajara),
- Ouriço-do-mar-negro (Arbacia lixula),
- Peixe-cão (Bodianus scrofa),
- Peixe-porco (Balistes carolinensis),
- Peixe-balão (Sphoeroides marmoratus),
- Peixei-rei (Coris julis),
- Polvo (Octopus vulgaris),
- Pomatomus saltator
- poliquetas,
- Ratão (Taeniura grabata),
- Salmonete (Mullus surmuletus),
- Trachurus picturatus.
- Zonaria flava,